# Leah Campos
Leah Francis Campos-Schandlbauer es una asesora de política exterior y exagente estadounidense que se encuentra nominada por el presidente Donald Trump al cargo de Embajadora de los Estados Unidos en la República Dominicana desde diciembre de 2024. De ser confirmada por el Senado, sería la tercera mujer en ejercer el cargo. 
De origen hispano, Campos es hija de una española y de un estadounidense de ascendencia mexicana.Además, trabaja en el Instituto SAS desde 2019. Se desempeñó anteriormente como asesora principal del Subcomité de Asuntos Exteriores del Hemisferio Occidental de la Cámara de Representantes de Estados Unidos de 2015 a 2019 y trabajó para la Agencia Central de Inteligencia durante más de diez años.

## Primeros años y educación
Es hermana de la comunicadora Rachel Campos-Duffy y cuñada del actual secretario de transporte de los Estados Unidos, Sean Duffy. Asistió a la Universidad Estatal de Arizona, donde completó una licenciatura en ciencias políticas y gobierno entre 1990 y 1994. Luego obtuvo una maestría en asuntos públicos e internacionales en la Universidad de Pittsburgh de 1995 a 1997.

## Carrera
Campos se desempeñó como oficial de la Agencia Central de Inteligencia (CIA) durante más de diez años. En las elecciones a la Cámara de Representantes de Estados Unidos de 2012 en Arizona, se postuló para la nominación por el Partido Republicano en el noveno distrito del Congreso. Sin embargo, Campos abandonó su puesto en seis meses antes de comenzar su campaña como congresista. Su decisión, según establece, de postularse al Congreso, estuvo influenciada por sus experiencias de trabajo en Europa Occidental y América Latina. Se convirtió en una de los siete candidatos en las primarias del Partido Republicano celebradas el 28 de agosto de 2012.
De 2013 a 2014, Campos-Schandlbauer se desempeñó como asesora del Subcomité del Hemisferio Occidental de la Cámara de Representantes de los Estados Unidos. Obtuvo un ascenso en el comité en 2014, convirtiéndose en ese mismo año en directora ejecutiva con el auspicio de Matt Salmon. Continuó en el cargo hasta enero de 2015. Campos fungió como asesora principal en el Comité de Asuntos Exteriores de la Cámara de Representantes desde enero de 2015 hasta enero de 2019, con el auspicio del congresista Ed Royce.
En enero de 2019, Leah Campos se unió a la empresa estadounidense SAS Institute, donde trabajó como asesora estratégica superior para América Latina, el sur de Europa, Oriente Medio y África. 
En diciembre de 2024, el actual presidente estadounidense Donald Trump la nomina como su embajadora de Estados Unidos en República Dominicana. El puesto había quedado vacante desde Robin Bernstein, nominada también por el mandatario en 2017.